# ریچارد لاولیس
ریچارد لاولیس (به انگلیسی: Richard Lovelace) (زادهٔ ۱۶۱۸ - درگذشتهٔ ۱۶۵۷) شاعر انگلیسی و یکی از شعرای سلطنت‌طلب حامی شاه چارلز یکم در طول جنگ‌های داخلی انگلستان بود.
لاولیس در چارترهاوس و آکسفورد تحصیل نمود و در ۱۶ سالگی یا کمی پس از آن نمایشنامه‌ای کمدی را با عنوان دانش‌پژوهان نوشت. در ۱۶۴۲ به‌علت ارائهٔ دادخواستی از سوی سلطنت طلبان کنت به مجلس عوام انگلیس مبنی بر بازگرداندن حقوق پادشاه به او زندانی و سپس به قید کفالت آزاد شد. او در زندان قطعهٔ مشهور خود به‌نام «به آلثیا از زندان» را سرود که حاوی این بیت معروف بود: «نه زندان شکل می‌گیرد از دیوارهای سنگی / و نه قفس از میله‌های آهنی».
لاولیس پس از آزادی تمام اموال خود را وقف حمایت از پادشاه کرد و در ۱۶۴۶ به یاری فرانسویان شتافت تا دانکرک را از دست اسپانیایی ها خارج سازند. همین موضوع سبب شد تا پس از بازگشتش در ۱۶۴۸ به انگلستان بار دیگر دستگیر و زندانی شود. مجموعه اشعار لاولیس در ۱۶۴۹ در زمان زندانی‌بودنش با عنوان «لوکاستا» به چاپ رسید.
آنتونی وود، تاریخ‌نگار و باستان‌شناس معتقد است که لاولیس در سال ۱۶۵۸ و در فقر و بدبختی درگذشت، اما با توجه به چاپ مرثیه‌ای دربارهٔ شاعر در سال ۱۶۵۷ می‌توان مرگ او را در این سال دانست. از سوی دیگر آنچه مسلم است اینکه لاولیس بیشتر املاک خود را تا آن زمان فروخته بود، بااین‌ححال در هیچ‌کدام از مرثیه‌ها، اشاره‌ای به مرگ او در سختی و تنگدستی نشده‌است.